# Winx Club (videogioco)
Winx Club è un videogioco del 2005 sviluppato e pubblicato dalla Konami per Game Boy Advance, PS2 e PC. Il gioco è ispirato alla prima stagione del cartone animato Winx Club.

## Modalità di gioco
Nella versione per PC e PS2 sono presenti gli stessi doppiatori della serie televisiva e man mano che si va avanti nell'avventura, c'è la possibilità di sbloccare nuovi vestiti per Bloom con meccanismi simili a quelli dei simulatori di appuntamenti. Queste due versioni del gioco sono state distribuite principalmente in Europa.
La versione per Game Boy Advance è completamente differente rispetto alle altre due in termini di grafica, modalità di gioco e mini giochi. Tuttavia questa versione è stata distribuita praticamente in tutto il mondo.